# Elia Rigotto
Elia Rigotto (Vicenza, provincia de Véneto, Italia, 4 de marzo de 1982) es un ciclista italiano que pasó a profesional en 2005 con el equipo Domina Vacanze. 
La victoria más importante en su palmarés es la etapa en el Tour del Mediterráneo en 2006. En 2008 fue excluido del Tour Down Under después de haber empujado en el esprint al corredor australiano Mathew Hayman, causando la caída de este últimos en la que se rompió la clávicula.

## Palmarés
2006
- 1 etapa del Tour del Mediterráneo

2008
- Schaal Sels

## Resultados en Grandes Vueltas
| Carrera | Carrera         | 2005 | 2006  | 2007  | 2008 | 2009 |
| ------- | --------------- | ---- | ----- | ----- | ---- | ---- |
|         | Giro de Italia  | —    | 137.º | —     | —    | —    |
|         | Tour de Francia | —    | —     | —     | —    | —    |
|         | Vuelta a España | —    | —     | 138.º | —    | —    |

—: no participa
Ab.: abandono